# Bellvitge
Bellvitge és un barri del municipi de l'Hospitalet de Llobregat, dins la comarca del Barcelonès. Forma part del Districte VI, juntament amb el Gornal. Té una extensió de 2,8 Km2.

## Geografia
Està situat a una altura de 4 a 8 metres sobre el nivell del mar. Limita per l'oest i el sud amb els municipis de Cornellà de Llobregat, el Prat de Llobregat i Barcelona; amb el barri hospitalenc del Gornal a l'est i amb el barri del Centre al nord.
El territori on és el barri forma part del Delta del riu Llobregat, es considera que es va formar recentment, a la darreria del segle x, encara que va tenir aiguamolls durant molt de temps. De fet, la zona, durant l'època medieval, és anomenada a la documentació com Banyols (terreny entre Provençana, Montjuïc i l'actual Prat de Llobregat).
Fins a 1920 la Marina hospitalenca arribava fins al mar, però aquell any Barcelona es va annexionar les 900 ha meridionals del terme amb l'argument de l'ampliació del port. A partir d'aquell any el límit del districte i del municipi és una línia recta, paral·lela a un tram de la via fèrria del port, traçada en un despatx.

## Història
Els primers indicis que l'indret estava habitat es remunten a finals del segle x, amb l'esment del rec d'Amalvígia en la venda d'un prat:
"Al 995 un dels terratinents damunt un antic braç del riu nomenat Llobregadell -o Llobregat menor- i progressivament convertit en estany, és una dona de nom Amalvígia. La seva possessió comprèn un reguer o desguàs, que perdurarà més que la propietària i en prolongarà el record."'
El 1001 -1002 segons altres datacions- el prat és revenut amb casa, cort, pou i arbres per tres unces d'or, un preu elevat que mostra que la propietat era important. Als límits: el rec d'Amalvígia, Bonafilla, fèmina, filla de Sisoald, Isarn de Fodexo (Foix) i el Llobregadell (ACA, perg. Ramon Borrell, n. 63).
Al segle xi trobem la referència al "mansum de Malvige" amb una església que podria ser la primitiva ermita de Bellvitge, situada uns dos quilòmetres al sud d'on, uns segles més tard, sorgirà el petit poble de l'Hospitalet que avui constitueix el nucli antic de la ciutat.
El territori que actualment ocupa el barri de Bellvitge, part de la Marina de l'Hospitalet o Banyols, ha estat durant el transcurs dels segles una zona de masos dispersos destinada a la ramaderia i l'agricultura, molt productiva gràcies a la fertilitat de les terres. Es caracteritzava també pels desbordaments del riu Llobregat. El regadiu es generalitzà a partir del 1819, amb la inauguració del Canal de la Infanta i la construcció d'una xarxa de séquies que portaven l'aigua a tots els racons del delta esquerre.

### La construcció del barri. Els primers habitants
Al Pla Comarcal de 1953 ja es preveia que seria un espai dedicat a l'ús residencial. L'abril de 1956 es va aprovar el Pla Parcial de ja definia els límits del barri i el seu caràcter de polígon d'habitatges. El primer disseny el va fer Antoni Perpiñà.
El barri tal com avui dia es coneix va néixer l'estiu de 1964, quan l'empresa Inmobiliaria Ciudad Condal S.A. va iniciar-ne la construcció, en uns terrenys que havia comprat prèviament als pagesos de la zona. La construcció es va fer amb mòduls prefabricats que es feien a una factoria ubicada al costat mateix de les obres.
La construcció del polígon, que va ser concebut com una zona residencial, es va englobar dins un marc d'actuacions que es van portar a terme per oferir habitatges als immigrants procedents de la resta d'Espanya - més de 126.000 persones el 1964 - que venien a Catalunya a la recerca de feina. Els primers edificis foren ocupats durant el 1965.
Les primeres construccions es van aixecar al costat de l'ermita, a l'avinguda Mare de Déu de Bellvitge, estenent-se per tota la part sud. Aquesta zona va prendre posteriorment el nom popular de "Bellvitge Sud". Posteriorment, l'any 1968 es va procedir a l'edificació dels terrenys de la part nord, on actualment hi ha l'avinguda Amèrica.

### L'associacionisme
A Bellvitge sempre hi ha hagut molta vida associativa.
Durant el franquisme la gent no es podia reunir, així que algunes de les primeres associacions van tenir un caire esportiu. La primera entitat pròpiament del barri es va gestar al primer bar que hi havia als locals comercials entre el primer i segon bloc de l'avinguda Mare de Déu de Bellvitge i va ser un equip de futbol la UNI (Unificació Bellvitge).
La Inmobiliaria va crear una entitat: el Casal, on es van començar a organitzar les festes del barri. Per fomentar els esports es va fer una pista de basquet i una de patinatge que encara es pot veure al Carrer Ermita. També es van acollir els equips de futbol o d'hoquei que s'anaven gestant.
Les festes de Bellvitge se celebren des de 1968 a primers de setembre, al voltant del dia 8, festa de les marededeus trobades a Catalunya.
Van començar a sorgir associacions veïnals quan encara no estaven permeses i, al principi, s'havien de reunir a les esglésies, per no tenir problemes.
A la parròquia de Bellvitge nord es reunia en la “comissió de barri de Bellvitge” un grup de veïns que van començar a organitzar les primeres lluites i que van tirar endavant la primera associació del barri independent de la constructora: L'Associació de Veïns de Bellvitge Nord. Mentre es va legalitzar aquesta entitat, va sorgir una altra l'A.V. La Marina, impulsada per persones que es movien al voltant de la parròquia de Sant Joan Evangelista. La música, l'esport i l'educació en totes les seves facetes eren motiu de formació de grups i entitats
Al mateix temps que es fomentaven les tradicions catalanes com les sardanes o els balls de gegants, també es feien associacions dels diferents llocs de procedència com Andalusia i Castella.

### Les lluites veïnals
Els primers problemes van començar per la manca de semàfors, només hi havia comunicació amb Barcelona per la Gran Via i, al no haver-hi un pas adequat, es van donar diversos accident. Com a protesta els veïns van tallar la Gran Via i van adequar ells mateixos el túnel que els pastors utilitzaven per passar-hi per sota.

#### Les inundacions
Bellvitge es troba quasi al nivell del mar. L'empresa constructora, Immobiliària Ciutat Comtal no va prendre les mesures suficients i el 21 de setembre de 1971 molts baixos es van inundar i molts veïns van veure les seves pertinences plenes d'aigua i de fang. No hi va haver víctimes, ja que va ser a primeres hores de la nit.
Hi ha hagut altres inundacions però aquestes van ser les més importants.

#### Les mobilitzacions "No més blocs"
Les constructores es van llançar a una carrera especuladora en la qual van modificar repetides vegades el Pla Parcial augmentant successivament la densitat d'habitatges. Als dèficits d'urbanització com l'enllumenat o el paviment de les voreres se li afegia la manca d'escoles i d'equipaments de salut o de zones verdes.
Els veïns i les veïnes es van adonar que no tenien els serveis que els havien promès i van iniciar les lluites per aconseguir els equipaments previstos al Pla Parcial i la conseqüent paralització de les obres dels blocs de pisos i comercials. Es van dur a terme diverses accions de protesta entre les quals destaquen les protestes que van tenir lloc entre 1973 i 1976, i on sota el lema "No més blocs", els mateixos veïns van paralitzar les obres de nous edificis. Finalment, una sentència del Tribunal Suprem va ordenar el cessament de tota construcció a Bellvitge l'any 1980.

#### La sanitat
La lluita per millorar les condicions sanitàries com el tancament del clavegueram o disposar d'un consultori en condicions. S'han fet diversos tancaments per demanar un centre de salut en condicions. A vegades aquests tancaments s'havien de fer a les parròquies per evitar la repressió policial (veure Maria Josefa Aige Corbella).
El 1978 es va fer “l'Operació Neteja”, en la qual van sortir els veïns amb escombres, bosses d'escombraries i galledes al carrer per reivindicar un Bellvitge més net.
Altres lluites van ser per aconseguir que el metro arribés aquí (com així va ser a l'octubre del 1989), per l'abús als rebuts de l'aigua (una lluita que es va estendre ràpidament), per tenir un ascensor que salvés les vies de tren entre els barris de Bellvitge i Gornal o per tenir el Parc.
Avui es continua lluitant pel tema de la sanitat i per evitar la construcció de més edificis a la part agrària que encara queda a la Feixa Llarga.

### Demografia
El 1975 ja gairebé s'havien construït tots els edificis d'habitatges que existeixen actualment. La població va créixer molt ràpidament: El 1968 hi havia 7.000 habitants, el 1974 ja n'hi havia 26.000. D'un projecte inicial de "zona residencial" es passà, ràpidament, a la construcció d'un barri amb la major densitat de població de tot Europa. El màxim demogràfic es va assolir l'any 1986 amb 32.832 habitants. A partir d'aquell moment, es va donar una reducció suau, com a la resta de barris de l'Hospitalet. No s'ha produït una pujada en la darrera dècada, per no haver rebut gaire immigració estrangera. Segons l'anuari estadístic de l'Ajuntament, a 31 de desembre de 2012 hi havia 25.528 persones censades al barri.

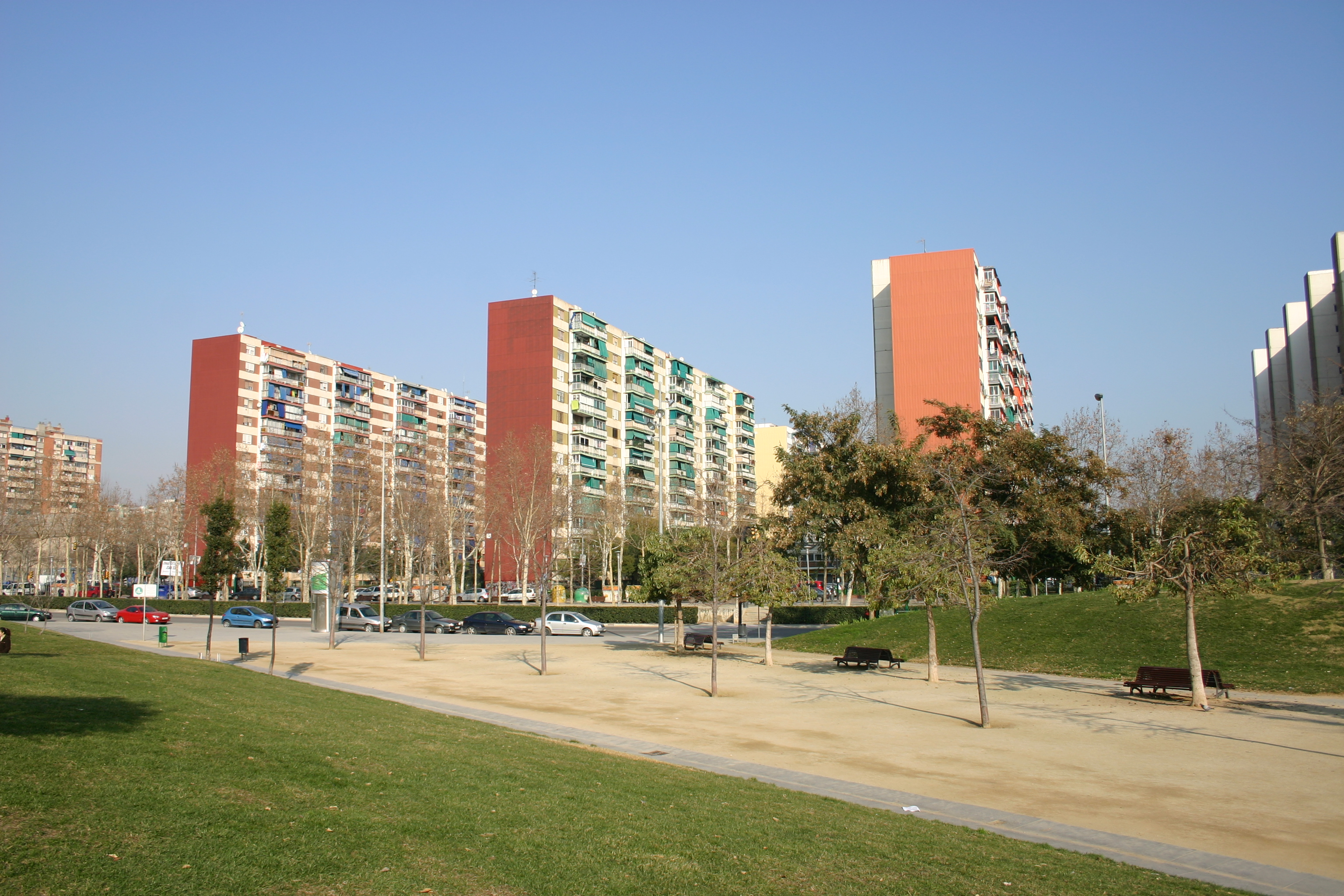
Edificis del barri vistos des del Parc de Bellvitge

## Morfologia urbana
El barri de Bellvitge forma part de l'últim període de polígons massius d'habitatge (1965-1975). Aquests conjunts estan formats per grups d' ″habitatges construïts de forma unitària i ordenats en blocs lineals i / o torres en alçada, que responen a un tipus d'edificació repetitiva i molt homogènia que configuren una imatge estereotipada de la perifèria moderna de les nostres ciutats".
En tan sols 10 anys, es van construir uns 9.780 habitatges que van arribar a acollir unes 32.000 persones dels moviments migratoris.

### Escala urbana
El barri de Bellvitge, amb 159 habitatges per hectàrea, forma part dels conjunts habitacionals considerats de "densitat alta, aquells que superen els 150 habitatges/ha". El barri, de 61,5 hectàrees, està format per 9.780 habitatges, sent un dels polígons d'habitatge més grans de Catalunya. La densitat actual del barri s'aproxima al límit a partir del qual es considera de densitat mitjana (entre 75 i 150 habitatges/ha). No obstant això, és molt important reconèixer el paper de la mobilització veïnal en la densitat resultant actual, atès que van paralitzar la construcció de diversos edificis que, si s'haguessin construït, haurien suposat uns 3.000 habitatges més i una densitat de 186,40 habitatges/ha. Aquestes paralitzacions es reflecteixen en els buits que donen lloc als espais verds del barri.

### Model d'ordenació interna
El model d'ordenació interna del barri és una barreja dels tres criteris utilitzats en el disseny de polígons d'habitatge de l'època: "la utilització d'un mòdul repetible, la construcció d'un eix d'organització morfològica i el suport sobre un espai central". El mòdul repetible està format per blocs lineals de 96 metres de llarg, 8,80 m d'ample i 14 plantes d'altura separats 40 metres respecte al següent bloc que està col·locat en paral·lel. Aquest espai entre blocs s'organitza en tres parts de dimensions similars, la primera dedicada a un petit parc-jardí, la segona dedicada a aparcament en cul-de-sac en forma de pipa i la tercera dedicada a edifici comercial en dues plantes sobre rasant i soterrani.
Els blocs pengen en un dels seus extrems d'una via principal de circulació. A l'altre extrem del bloc es forma un passeig de vianants que fa d'eix de simetria amb un altre mòdul repetible d'edificació.
Un dels valors més significatius del projecte és haver incorporat en el model d'ordenació edificis productius que acompanyen la proposta habitacional. El barri disposa de 1.140 unitats productives d'un mòdul mínim de 50 m² que permet l'agregació. Aquests edificis, que representen un 10% del sòl útil estan destinats a tota mena de serveis, comerços i oficines de proximitat.
Malgrat les bones intencions del model d'ordenació, actualment, l'espai públic del barri més qualificat és el resultat de la urbanització de l'espai buit deixat pels blocs i torres que no es van construir per la mobilització veïnal dels anys 70. L'eix de vianants que es forma entre la Rambla Marina i els carrers Europa i Amèrica es converteix en un espai cívic continu de 775 m de longitud.
Bellvitge forma part dels polígons amb "espais urbans dispersos (aquells on el percentatge de sòl lliure és superior a 55%)". Concretament, en el cas de Bellvitge, l'espai ocupat pels edificis d'habitatge i comerç correspon al 7% i al 3% respectivament de la superfície total del barri. El 90% restant és espai públic, viari i equipaments.
Els espais lliures inicialment no estaven urbanitzats, a excepció d'un mínim de viari asfaltat. Hi havia una manca total d'equipaments i transport públic, en una societat on el cotxe encara no havia arribat a totes les famílies. Això, unit a una austeritat arquitectònica del conjunt, va ancorar durant dècades el barri al terme perifèria "aplicat com a categoria sociològica, denunciadora de mancances respecte a un paradigma de ciutat burgesa, sense gran esforç teòric per captar allò que té d'específic, i que a priori es rebutja".
És a partir dels anys 80 que s'inicia tot un procés d'adequació i revalorització de l'espai públic que ha representat un canvi important en la percepció del barri, i alhora, ha suposat l'apropiació de l'espai lliure, places, passeigs i parcs per la població (figura 3). En paral·lel també es va iniciar un procés de dotació d'equipaments sanitaris, administratius, culturals, esportius, universitaris que satisfan les necessitats del barri de forma adequada. Això ha estat possible en gran part a l'existència d'una ocupació del sòl prèvia molt baixa.

### Estructura del viari
"A Bellvitge la xarxa viària es defineix a partir de la divisió del polígon en dues meitats, mitjançant un potent eix central desdoblat, la Rambla Marina, i el disseny d'una via de circumval·lació perimetral". Aquest esquema quan s'implanta en l'originari territori agrícola, manté les principals traces dels antics camins i rieres transformades en avingudes estructurals del barri, com la Rambla Marina. (Figura 4).

### Els carrers
El barri es va anar formant per les quatre cantonades. - Primer, el costat de l'Avinguda Mare de Déu de Bellvitge i el carrer Ermita, -	després els blocs del carrer Prat a prop de la Travessia Industrial i alguns de l'avinguda Europa- més tard, els blocs de l'avinguda Amèrica. - La Rambla Marina i tota la part central va ser l'últim que es va urbanitzar als anys 90. Per això en els primers temps era molt clara la distància entre els “dos Bellvitges”, perquè estaven molt separats i perquè passar d'un costat a l'altre resultava complicat, especialment quan plovia.
La Rambla de la Marina en unir-se amb la Rambla Just Oliveras, forma el carrer més llarg de tot l'Hospitalet. És una via de circulació ràpida i a la vegada un passeig amb arbres que estructura el barri en dos: Bellvitge-Nord amb els carrers: Avinguda Europa, Avinguda Amèrica, Carrer França i Carrer Portugal i Bellvitge-Sud amb els carrers: Mare de Déu de Bellvitge, Ermita i Prat.
Als límits del barri trobem: la Travessia Industrial que separa el barri de la zona Industrial entre Bellvitge i el barri del Centre de l'Hospitalet, la Feixa Llarga que va al Hospital i separa el barri de la part agrària que queda a l'Hospitalet de Llobregat i, entre el barri i la Gran Vía, el carrer de Jaume Ventura Tort, compositor de l'Hospitalet que va compondre, entre altres obres, el Ballet a Nostra senyora de Bellvitge .

### Industrialització de l'edificació
Una de les característiques que identifiquen el barri de Bellvitge és la utilització de sistemes industrialitzats en la producció dels habitatges on el rendiment era la pauta. La producció de prefabricats es realitzava en una factoria situada en un extrem del barri. Els primers rendiments estaven al voltant de 4 habitatges / dia i es va arribar a aconseguir 8 habitatges / dia introduint canvis tant tipològics com constructius que van suposar la utilització de 3 tipus de patents diferents. Primer es prefabricava tot l'edifici, i a poc a poc, es va anar reduint la prefabricació als elements de façana, realitzant-se les estructures de formigó in situ.
En els últims anys la realització de promocions cada vegada més petites (entre 1 i 3 blocs per any) sumat als canvis tipològics no feien rendible la industrialització del procés, fent que s'optés, en aquest cas, per estructura convencional de pòrtics de formigó. En les torres el rendiment es va reduir a 1 habitatge / dia. El procés d'industrialització acostuma a tenir un efecte positiu sobre la qualitat i durabilitat dels materials, ja que porta vinculat uns processos de control de qualitat. Per això, tots aquests habitatges, 50 anys després, mostren un bon estat de conservació estructural. Els edificis han estat sotmesos a operacions de manteniment de façana marcades pel baix cost de la intervenció per sobre de l'adequació de les solucions adoptades a les problemàtiques reals dels edificis com són la corrosió de les armadures i l'absència d'aïllament tèrmic.

## Escala arquitectònica. Tipus edificatoris[6]
El tipus arquitectònic de bloc i torre aïllats és característic dels polígons d'habitatge. L'edifici aïllat és conseqüència de la voluntat de minimitzar els costos de producció (industrialització i superfície mínima) i optimitzar les condicions d'habitabilitat (orientació, ventilació i assolellament). El resultat va ser un model tipus d'habitatge de 60 m2, amb cuina sala d'estar i 3 dormitoris i banys que va ser aplicat en la majoria dels polígons d'habitatge de l'època (la Mina, Ciutat Meridiana, Badia i Bellvitge).
Durant els primers anys de construcció del barri es produeixen pocs canvis en els tipus d'edificació (figura 5). No obstant això a partir de l'any 1970 també es busca augmentar la superfície de l'habitatge incorporant blocs de tipus de 80 m². Les torres suposen també un canvi tipològic en aquest sentit, incorporant pisos de 100 m².
Edificis blocs longitudinals: blocs formats per un conjunt de 4, 5 i 6 comunitats formant un únic edifici.
Edificis torres: edifici format per una única comunitat amb un total de 18 altures i façana a 4 vents.
El nombre total de blocs al barri són 65 i d'edificis de torre són 11.

### Edificis blocs longitudinals sense balcó
Tipologia d'habitatge sense balcó, Aquesta tipologia de bloc va ser la primera que es va construir a Bellvitge, exactament a Bellvitge Sud. El primer bloc es va construir a l'Avinguda Mare de Déu de Bellvitge, al costat de la nau de CIDESA on feien els prefabricats, l'any 1963-1964 i ràpidament es va seguir la construcció d'altres blocs a prop de l'Ermita. Aquests edificis van ser construïts per la Immobiliària Ciutat Comtal, SA (ICC). La construcció a Bellvitge Nord no va arribar fins al 1968. La construcció d'aquests blocs de pisos sense balcó és molt més nombrosa a la zona sud sent un total de 15 blocs enfront dels 3 blocs de la zona nord. Els 3 blocs de Bellvitge Nord, pertanyen a l'Avinguda Europa, mentre que tots els altres, repartits en tres carrers, són de Bellvitge Sud.
- Períodes de construcció El període de construcció d'aquest tipus d'edifici comprèn la dècada entre el 1963-1964 i 1968. En només 5 anys, es construeixen els 18 edificis d'aquesta tipologia.
- Vestíbuls. En aquesta tipologia el nombre de porteries va variant, tot i que la tipologia constructiva és la mateixa. Els blocs de Bellvitge Nord (Av. Europa) coincideixen en 6 porteries cadascun. A Bellvitge Sud, es reparteixen entre 4, 5 i 6, sent més usual els de 5 porteries, ja que 11 edificis dels 15 són d'aquest nombre de porteries.
- Planta tipus. Al fons de cada escala va ubicat l'ascensor, amb parades intercalades i totes les escales a la part superior van intercomunicades per un passadís cobert. Els habitatges es componen de: menjador - sala d'estar, tres dormitoris, bany, cuina i galeria coberta per a safareig, sent totes d'idèntiques característiques, amb la sola excepció dels finestrals de la façana anterior de les plantes baixa i set que són més amples.

### Edificis blocs longitudinals amb balcó
Aquesta tipologia de bloc és molt similar a la mencionada anteriorment, amb la diferència que aquesta tipologia té, a la façana Sud, balcó a cada habitatge. Va ser la segona tipologia que es va construir. També es va començar a construir primer a Bellvitge Sud, seguint immediatament per Bellvitge Nord. Aquesta tipologia es troba repartida en tots els carrers del barri, excepte al carrer Mare de Déu de Bellvitge. És la més repetida, amb un total de 38 edificis d'habitatge.
- Períodes de construcció: El període de construcció d'aquest tipus d'edifici se situa en els últims anys dels 60 (1967), fins al 1974. En només 7 anys es construeixen 38 edificis. Els anys de major construcció van ser entre el 1968 i el 1970, arribant a construir fins a 27 edificis.
- Vestíbuls: En aquesta tipologia també varia el nombre de vestíbuls sense variar la tipologia constructiva. Tots els blocs del Carrer França i Carrer Portugal tenen 4 vestíbuls. Els tres blocs del carrer del Prat i el Carrer Ermita de Bellvitge són de 5. I tots els altres blocs construïts a Av Europa, Av Amèrica i Rambla Marina es reparteixen entre 4, 5 i 6 porteries. Hi ha 17 edificis de blocs que tenen 4 porteries, davant dels 11 de 5 i 6 porteries.
- Planta tipus: Al fons de cada escala va ubicat l'ascensor, amb parades intercalades i totes les escales a la part superior van intercomunicades per un passadís cobert.

Els habitatges es componen de: menjador - sala d'estar, tres dormitoris, bany, cuina i galeria coberta per a safareig i una terrassa al menjador.

### Edificis Torres
Estan construïts alineats i paral·lels a la Rambla Marina, separats entre si a escassa distància. També a l'avinguda Europa.
- Vestíbuls

En tractar d'edifici torre, únicament hi ha una única comunitat, ja sigui en construcció per prefabricats com de construcció per pòrtics.
- Períodes de construcció

La construcció d'aquestes 3 torres es va realitzar successivament entre el 1968 i el 1970.
- Alçades dels edificis: El nombre de plantes edificades és de 18 plantes + 1planta del volum de l'ascensor. Coincideix amb el mateix nombre de plantes que tots els edificis torre construïts amb plaques prefabricades.
- Planta tipus: Els habitatges desenvolupats a cada replà són quatre 2-2 simètriques i pràcticament iguals, i consten de menjador - estar, quatre dormitoris, bany, lavabo independent, cuina amb galeria annexa on se situa el safareig. Cada habitatge té diverses terrasses adjacents a les peces habitables.

## Llocs d'interès

### L'ermita de Bellvitge
L'existència d'una església a Malvige està documentada a mitjan segle xi (any 1057). La primera referència escrita d'una església que podria ser l'ermita, és un document datat del 8 de maig de 1057, essent Ramon Berenguer I comte de Barcelona. Per les excavacions dutes a terme en 1979-1981 pel Museu Arqueològic de Catalunya sota la direcció de Albert López Mullor, sabem que sota l'actual ermita va restar soterrada sota l'actual capella d'estil romànic, anterior a l'actual, refeta en diverses ocasions a causa que les terres que arrossegava el riu l'anava enfonsant i els desbordaments deteriorant.

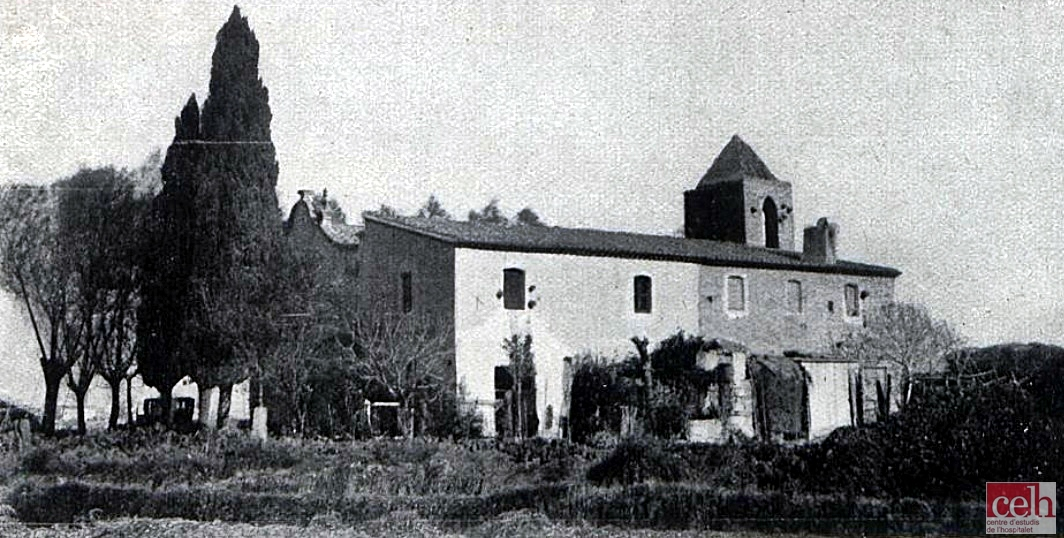
L'Ermita de Bellvitge, l'any 1926

En nombroses ocasions va patir greus desperfectes fins a arribar a ser gairebé destruïda per saquejos, incendis, riuades i guerres. Va ser reconstruïda diverses vegades; entre les reconstruccions destaquen la de 1493 (des dels fonaments) i la de 1718, després de la Guerra de Successió. Les últimes remodelacions han estat al 2003 i al 2020.
Durant segles va estar envoltada de camps i sembrats fins que l'any 1964 s'inicià la construcció del barri de Bellvitge. En dates senyalades es feien trobades a l'ermita de gent de Barcelona, Sant Boi, el Prat o del mateix Hospitalet. Encara es continuen fent algunes.
Tenint cura de l'ermita sempre hi ha hagut un ermità o ermitana a la casa annexa fins que es va derruir el 1969.
En la greu inundació de 1971, l'aigua va arribar fins a uns 2 metres d'alçada, causant greu danys; les pintures van quedar destruïdes en gran part, només algunes es van recuperar i estan dipositades al Museu d'Història de l'Hospitalet.
Actualment el grup dels "amics de l'ermita" es cuiden d'obrir-la diàriament per airejar-la i permetre'n la visita.

## Etimologia
Hi ha dues hipòtesis sobre l'origen del vocable Bellvitge.
La primera defensa que Bellvitge prové d'expressions, com ara "bell viatge" o "bella vista", dites pels viatgers que hi passaven entrant o sortint de la ciutat de Barcelona. Aquesta versió forma part del folklore popular (llegendes, tradicions, poemes...).
L'altra versió es basa en una successió de documents, el més antic dels quals, de l'any 995, informa de l'existència del rec d'Amalvígia. Hom creu que aquest nom de dona d'origen germànic, va evolucionar cap a les formes del català naixent i que podria ser el que veiem, en 1057, com Mas de Malvige. Aquest nom s'hauria transformat per la mateixa gent de la zona a causa de les referències negatives de Malvitge, en Belvitge, Benvige... fins a l'actual Bellvitge. Aquesta és la hipòtesi de l'historiador Jaume Codina que molts altres han seguit.
El més probable és que el nom d'Amalvigia que perdurà fins al segle xiii s'hagi fusionat amb el de la Mare de Déu del Bell-viatge que es venerava en aquest temps al carrer Hospital de Barcelona.

## Bellvitge, avui. Equipaments i serveis.
Bellvitge tenia el 2016 una renda per habitant de 11.298 €, una mica per sobre de la mitjana local.
El barri ara disposa dels equipaments i serveis més necessaris: llar d'infants, escoles i instituts, ambulatoris, mercats, poliesportiu amb piscina, la biblioteca, centres associatius i recreatius a més de l'Associació de Veïns.
Avui tenim un barri molt bonic que està ple de parcs, zones per passejar tota la família i per jugar els infants i trobar-se els grans.

### Centres educatius de Bellvitge
Al començament, al barri, no hi havia escoles. S'havia d'anar caminant a altres llocs de l'Hospitalet. Al cap de poc es van crear algunes “acadèmies” als altells dels locals comercials.
Fins al 1970 no es van fer escoles com la Mare de Déu de Bellvitge, que va ser la primera escola pública i la Pare Enric d'Ossó que es coneix com las Teresianas.
Llavors, també hi havia una escola-bressol als barracons de la primitiva església de Mare de Déu de Bellvitge i, més endavant, se'n va crear una altra a l'Avinguda Europa, la Tintín que es va convertir en l'actual llar d'infants pública El passeig.
En un altell, començava l'escola Jericó que va donar pas a Joan XXIII. També en un altell del passeig de l'Avinguda de la Mare de Déu de Bellvitge hi havia el col·legi Cervantes.
En un pis la primitiva escola Balmes.
On ara està l'actual llar d'infants municipal l'Estel Blau, hi havia una escola d'educació especial anomenada Estel. Actualment està al barri de Can Serra amb el nom d'Estel-Can Bori.
Actualment, el barri té:
- Quatre escoles públiques d'educació infantil i primària Mare de Déu de Bellvitge (ara escola Bellvitge), Bernat Metge, la Marina i Ramon Muntaner.
- Dos instituts d'ensenyament mitjà: l'Institut Bellvitge i l'Institut Europa (abans Joan Miró).
- Tres centres concertats: P. Enric d'Ossó, Joan XXIII i Balmes.
- Una llar d'infants pública El passeig i una privada L'Estel Blau.
- Un 'centre de formació d'adults.

Bellvitge ha estat un lloc de referència per l'educació en el temps lliure. Actualment hi ha: 
- L'esplai Bellvitge (abans Club Infantil Juvenil Bellvitge), amb un edifici propi,
- l'Esclat en uns altells de l'Avinguda Amèrica,
- Nou Quitxalles
- l'esplai al Vent de la Fundació la Vinya a la parròquia del Mare de Déu de Bellvitge.
- l'Escola de Música al local sobre el Mercat vell.
- La nova Biblioteca Bellvitge que forma part de la Xarxa de Biblioteques de L'Hospitalet. va ser inaugurada al 2007 i està situada a l'actual Plaça de la Cultura.

### Espais, equipaments i monuments del barri
Al principi, la Immobiliària va posar noms als edificis del barri: Sant Francisco, Catalunya, València, Aragó, Castella, el Sant Roc, que estava entre la pista de patinatge i el del "Butano", que va comprar aquesta empresa pels seus treballadors i el de VERGE DEL CARME, també a prop d'aquests.
A la zona del carrer Prat van edificar: Uxama, Mistral i Jaume I i a l'Avinguda Europa: Zeus, Mercuri i Mart. però la idea no va prosperar. Els veïns els coneixen pels colors com el bloc “xocolata” perquè té aquest color....
El Poliesportiu es diu Sergio Manzano per un professor d'educació física de l'Institut de Bellvitge iniciador de la Bellsport.
El lloc on està la nova Biblioteca Bellvitge s'anomena “Plaça de la Cultura” i sembla un nom adequat, tot i que no és molt conegut, és més popular la “plaça de la baldosa” on posen el “mercadillo” dels divendres, o el “passeig dels pins” (on està la llar d'infants El passeig) lloc emblemàtic de les lluites veïnals.
Hi ha dos mercats, al primer: Merca Bellvitge conegut com a “mercat vell” i el Merca2, al costat del metro, conegut com “mercat nou”.
Hi ha dues parròquies: Mare de Déu de Bellvitge al carrer ermita i Sant Joan Evangelista a l'avinguda Europa. Des dels inicis s'han implicat en les lluites i reivindicacions dels veïns, donant aixopluc quan els veïns no es podien reunir en altres llocs i especialment en l'educació i l'atenció social, d'elles han sorgit diverses entitats. Actualment continuen realitzant tasques socials. Els seus edificis són dels últims que es van fer al barri, perquè les comunitats no els volien fins que no es fessin els altres equipaments. Abans aquestes comunitats es reunien als “barracons”.
Als anys 80 hi havia dos cinemes: el Lumière  i el Marina. Actualment són dos centres comercials.
La plaça que uneix la Rambla de la Marina de Bellvitge amb la Travessia Industrial es diu Plaça Amalvígia i l'escultura es diu Bóbila i és de Joan Junyer, va ser inaugurada en 1992, va ser projectada com a commemoració de les que foren la base de les comunitats del Baix Llobregat i com a símbol de consolidació i agermanament, però tothom la coneix com “la sardana”.
El “Parc Nou”, inaugurat el 2003, és un dels més grans de l'Hospitalet, gràcies al treball del Grup Ecologista Bellvitge, abans de fer-ho es va demanar l'opinió dels veïns. En un racó hi podem observar les aigües freàtiques, de les que Bellvitge està ple.
Tots els blocs estan envoltats de jardins dels quals els mateixos veïns tenen cura.

## Persones il·lustres relacionades amb el barri
- Xavi Fernández: Exjugador de bàsquet professional
- Alberto Lopo: Jugador de futbol professional del Deportivo de la Coruña
- Dani Flaco: Cantautor
- Pilar Ferran Hernández: Política catalana
- Pura Fernández García: Militant antifranquista, activista social
- Maria Josefa Aige Corbella: Activista social
- Ramón Fernández Jurado: (1914-1984) Ebenista, dirigent obrer, mestre "català d'origen andalús", poeta i diputat al Parlament de Catalunya.
- Iván Hompanera Alvarez: Atleta. Doble medalla d'Or als Jocs Paralímpics de Sydney 2000. Finalista als Jocs Paralímpics d'Atenes 2004.[9]

## Imatges de Bellvitge

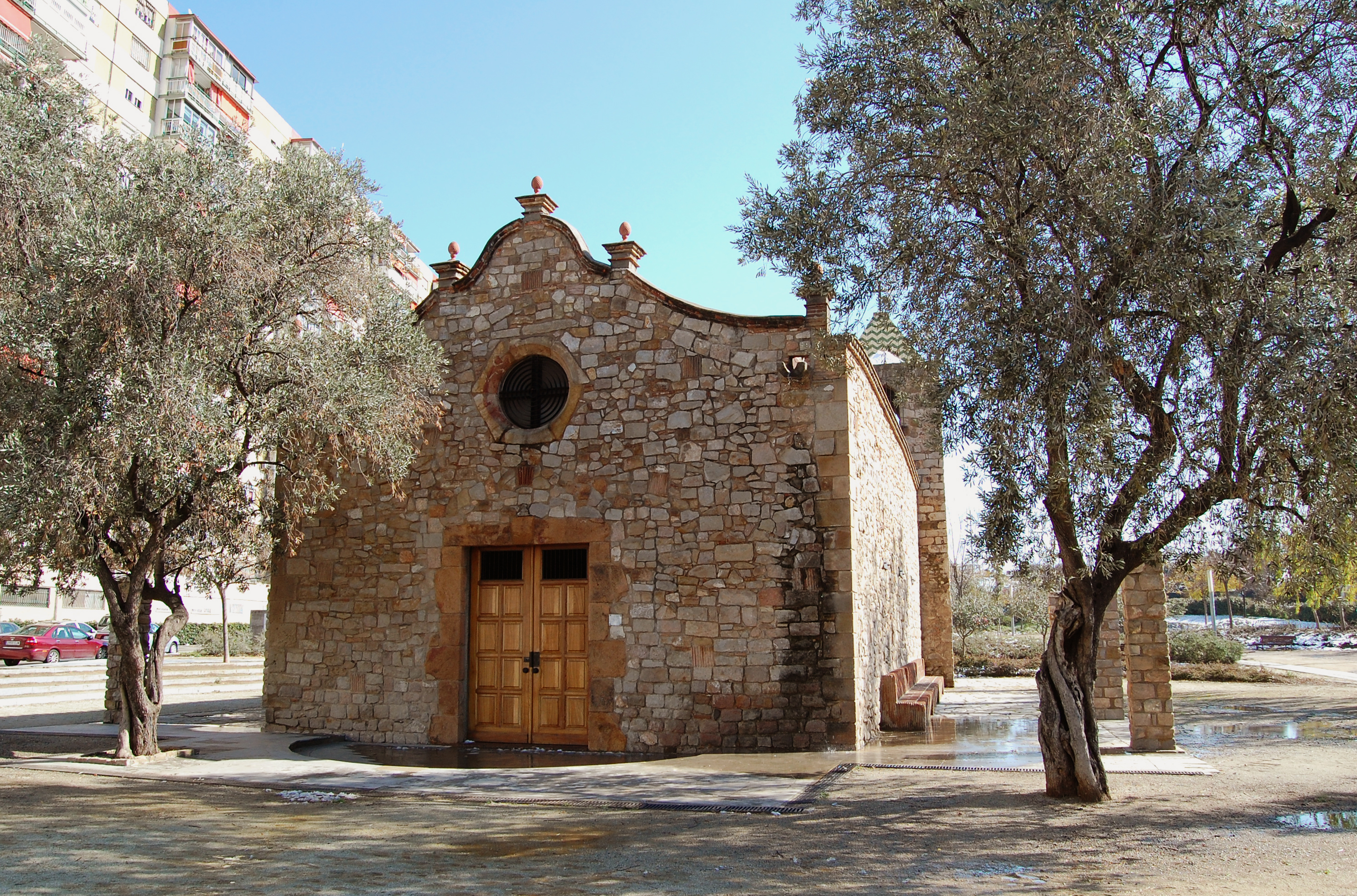
L'ermita de Bellvitge, després de la nevada de març de 2010

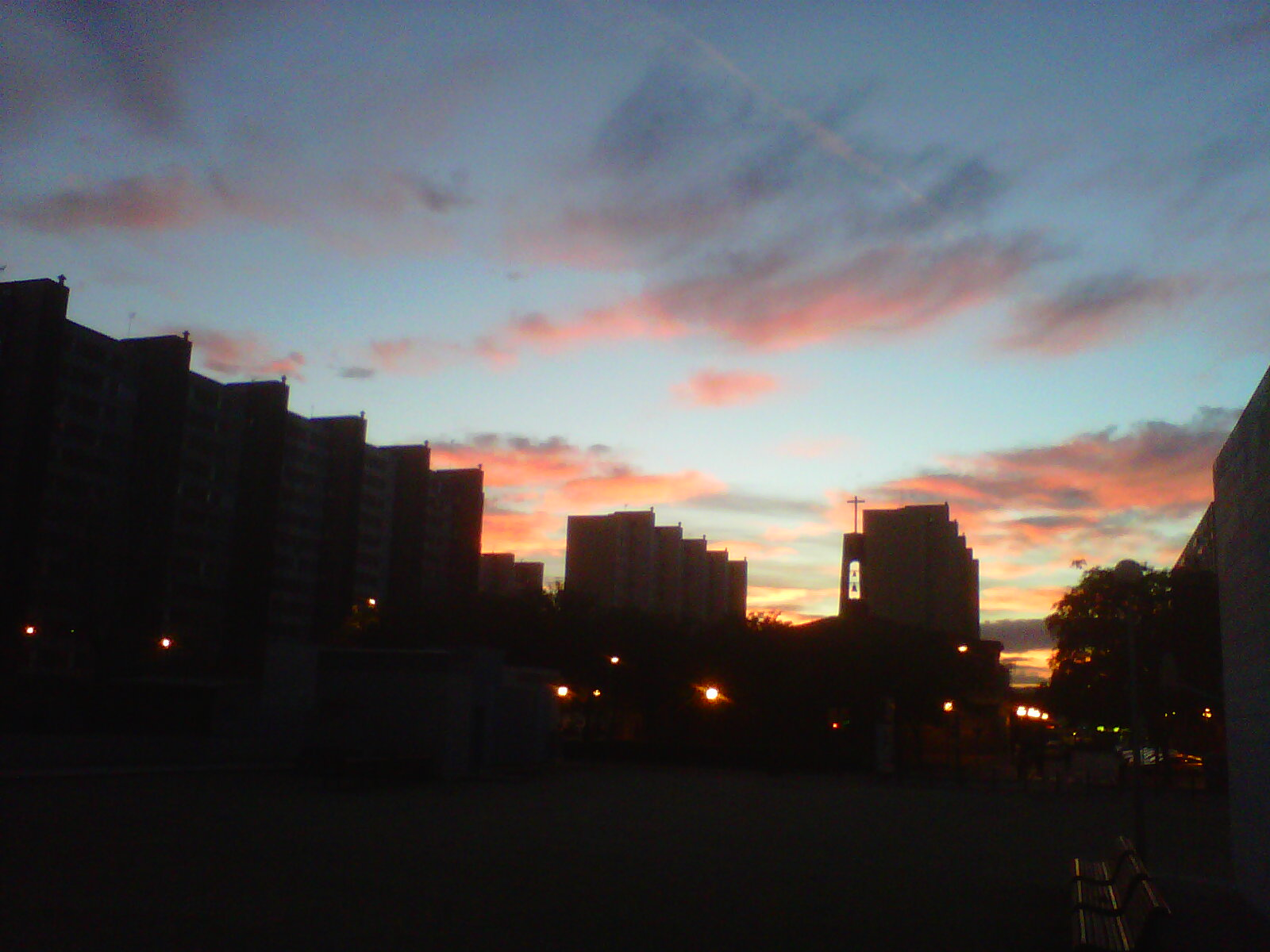
Posta de sol a Bellvitge

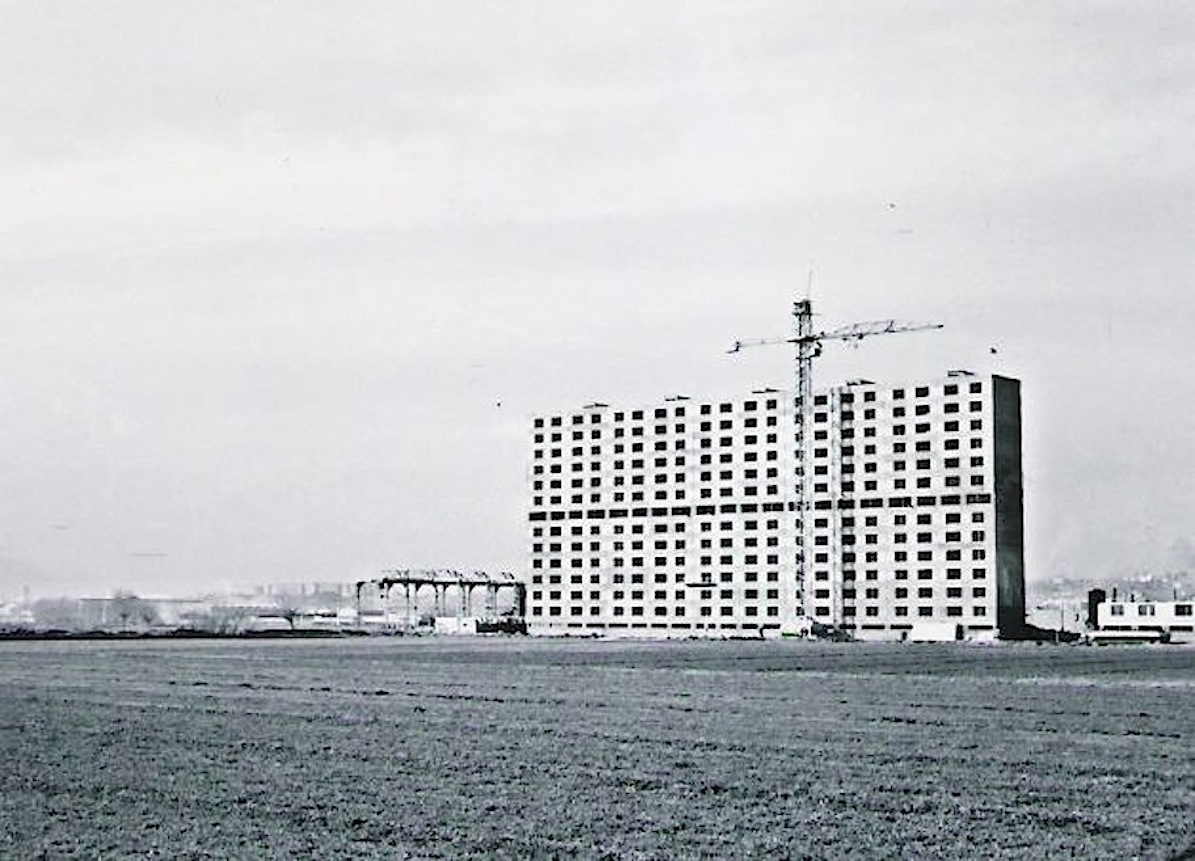
Construcció del primer bloc, el 1965

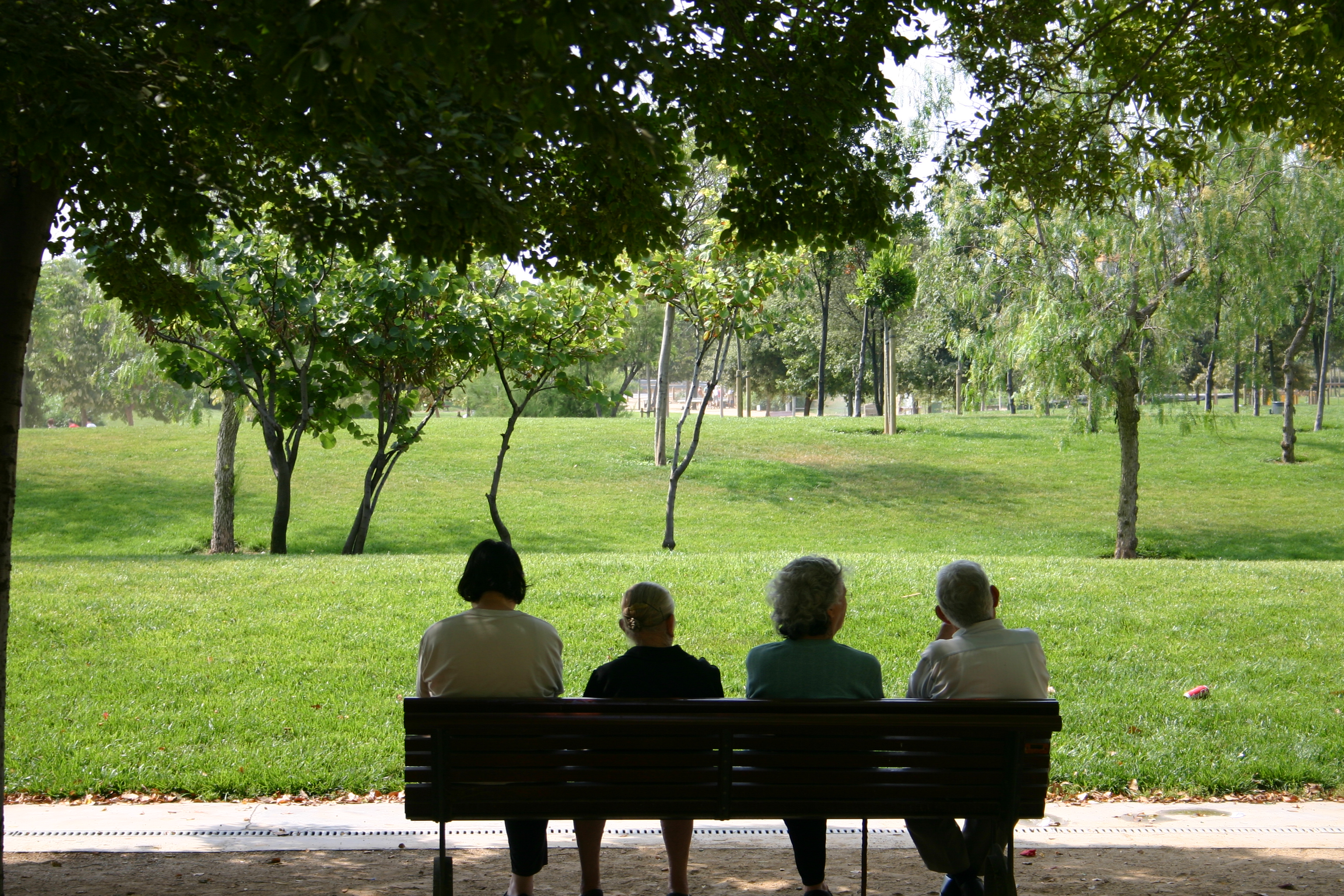
Gent gran al parc de la Gran via
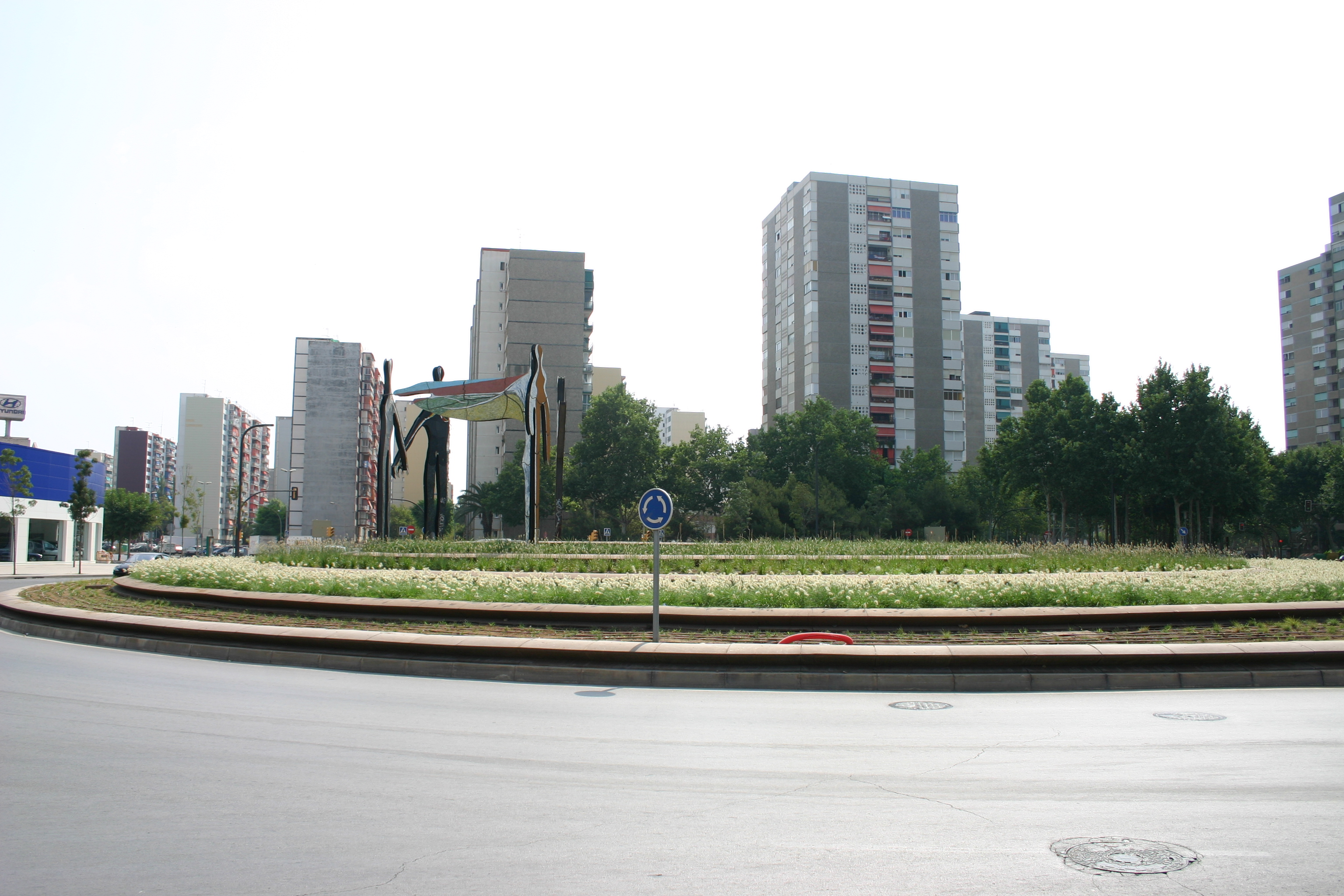
Rotonda d'entrada a Bellvitge des de l'Hospitalet Centre
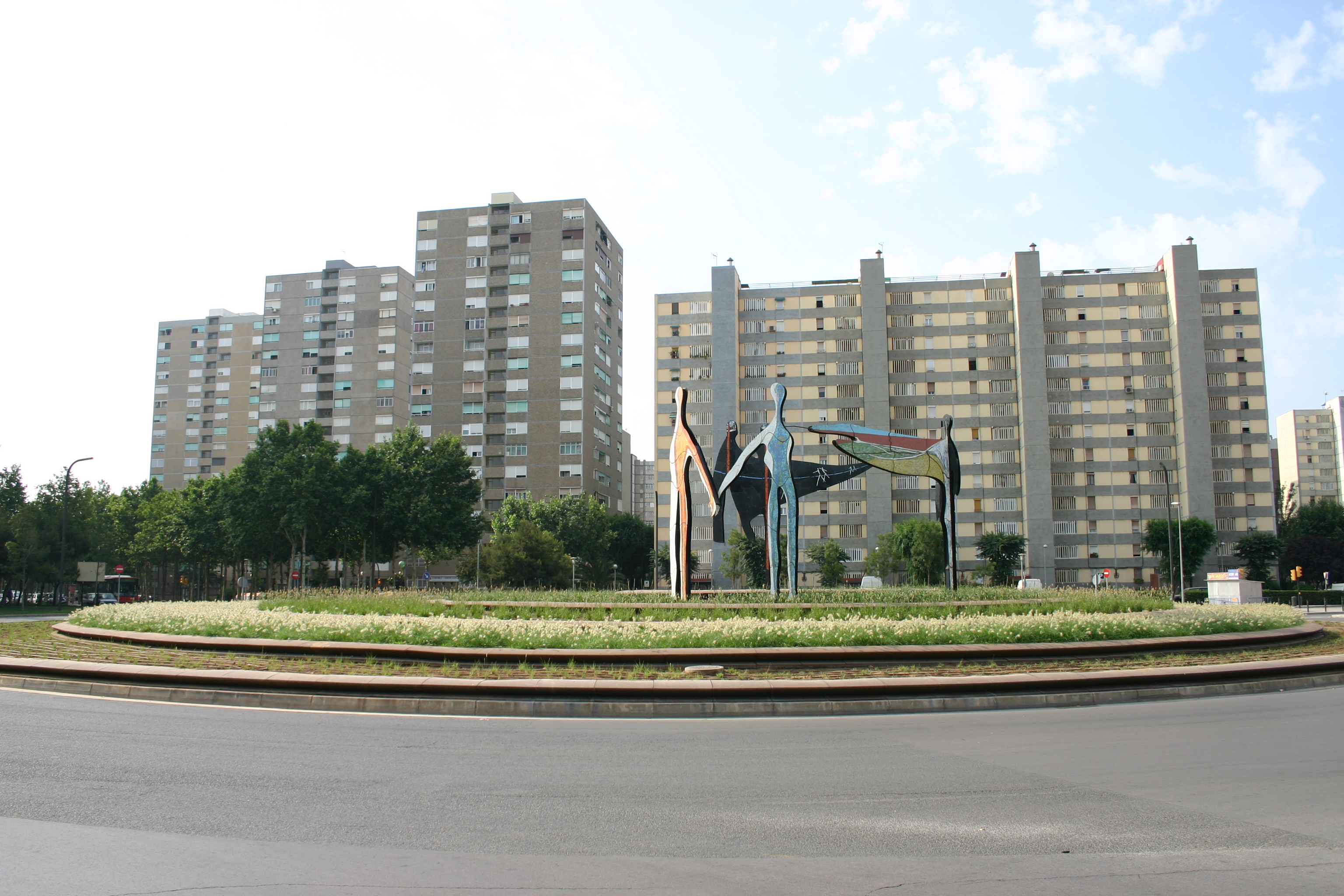
Rotonda d'entrada a Bellvitge des de l'Hospitalet Centre
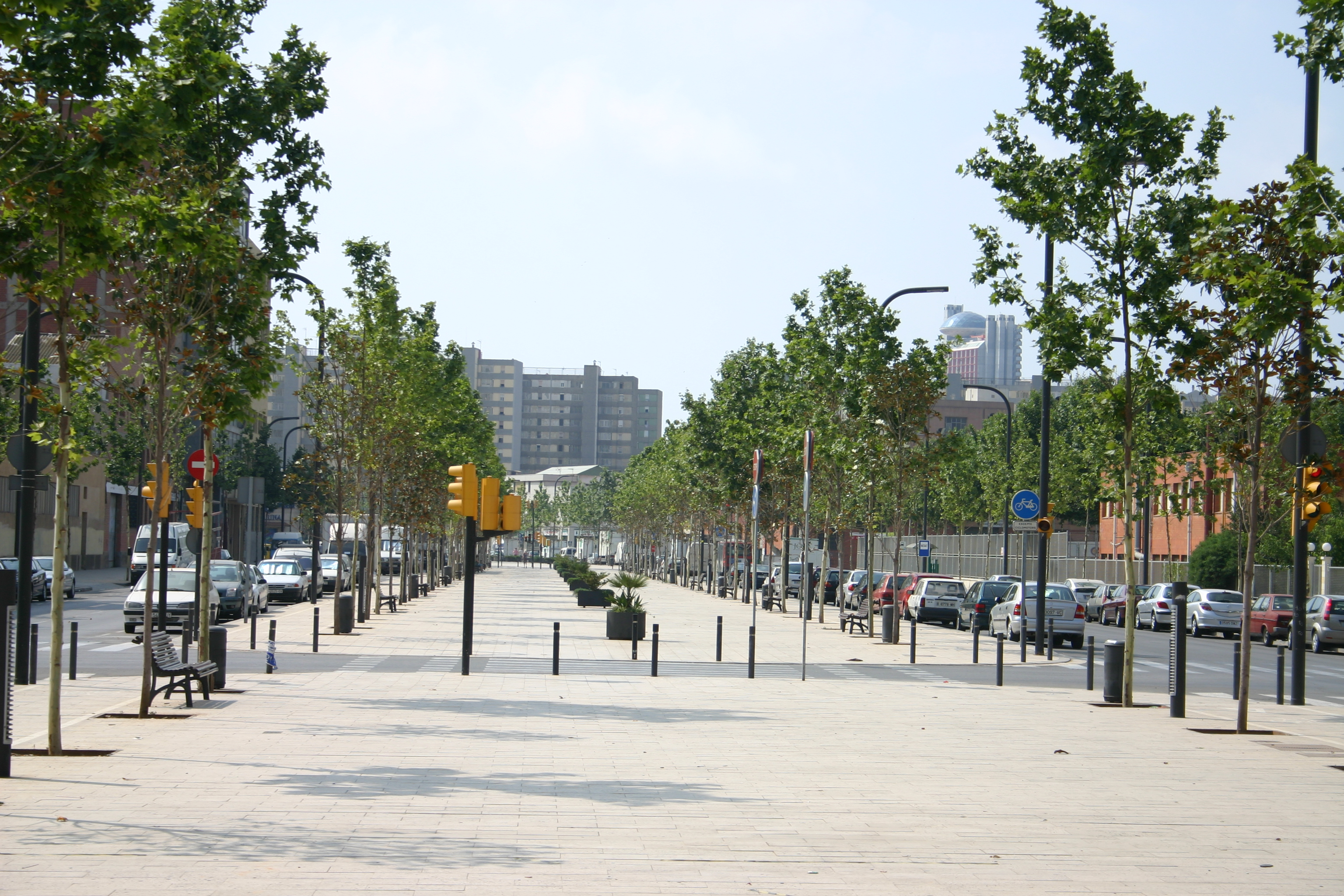
Passeig que uneix Bellvitge amb l'Hospitalet Centre (Cap a Bellvitge)
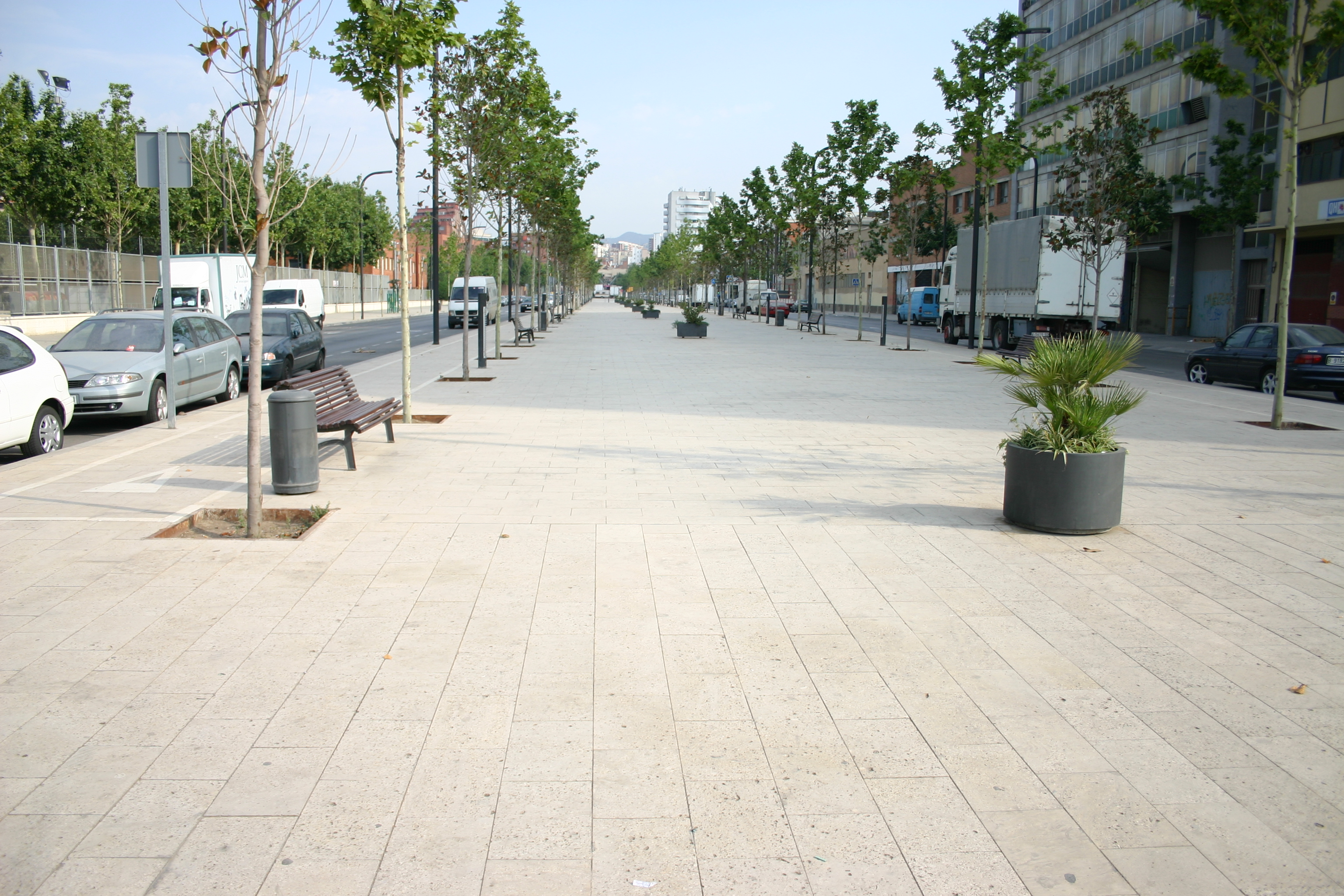
Passeig que uneix Bellvitge amb l'Hospitalet Centre (Cap a l'Hospitalet Centre)
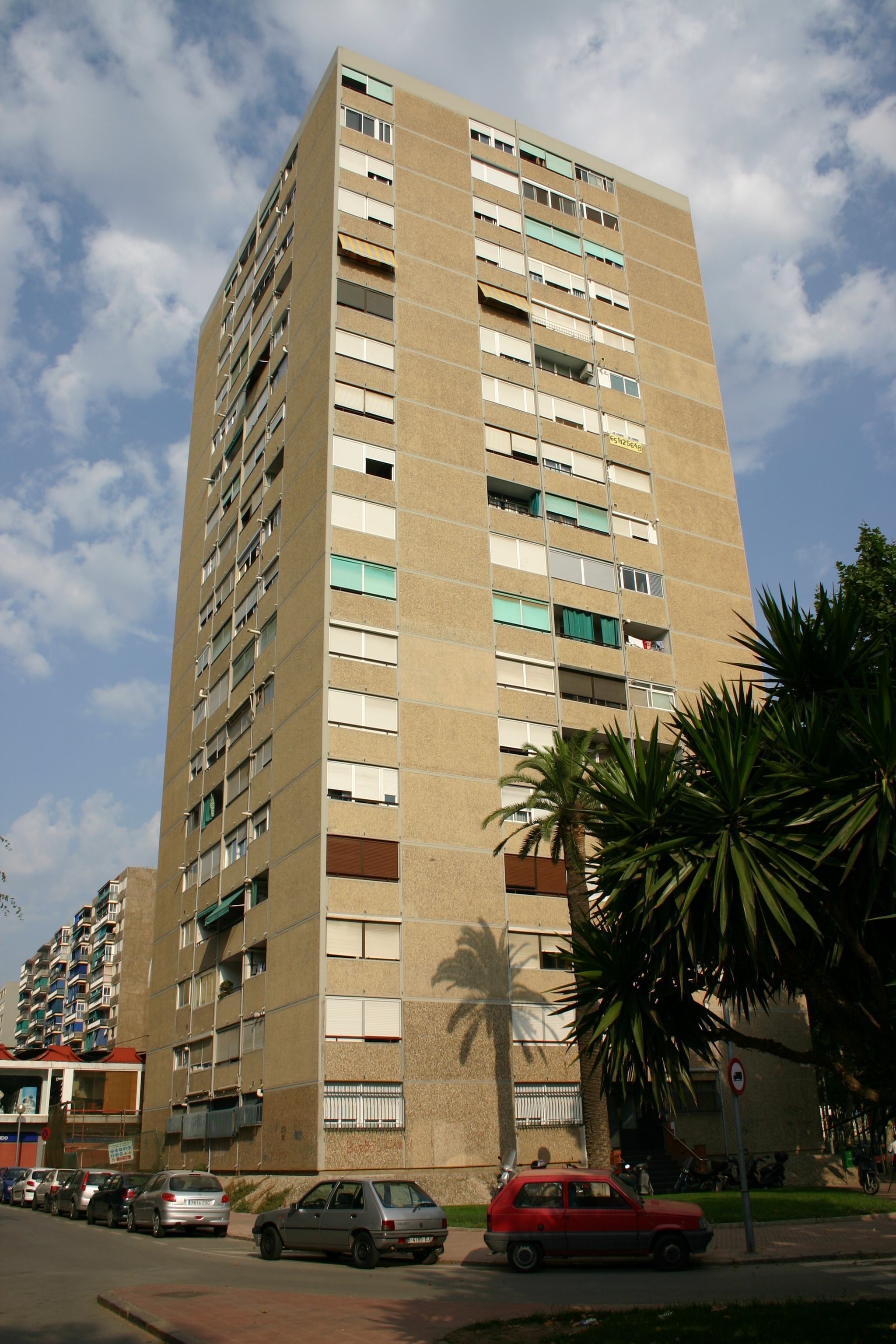
"Torre" característica de Bellvitge
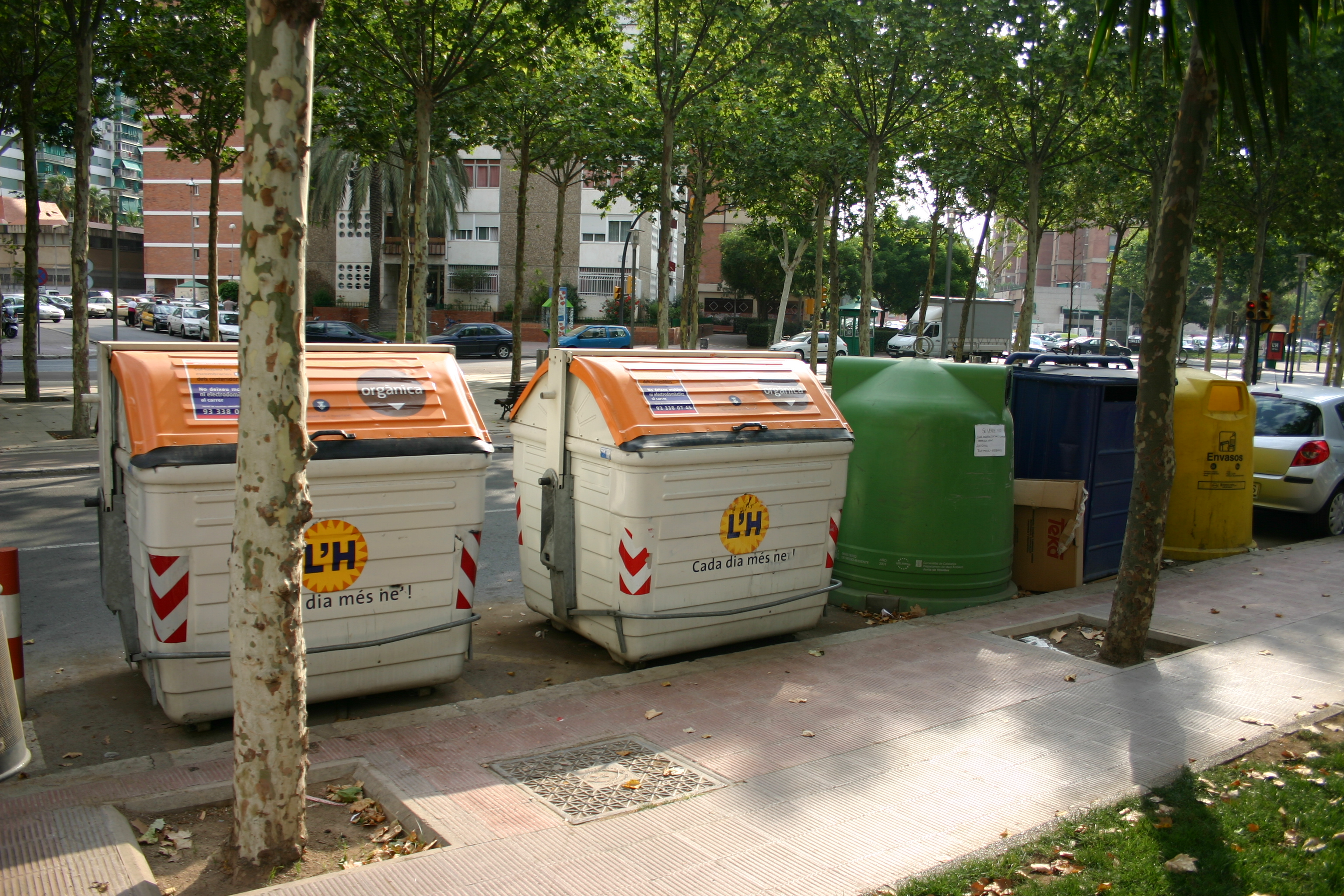
Contenidors d'escombraries i reciclatge
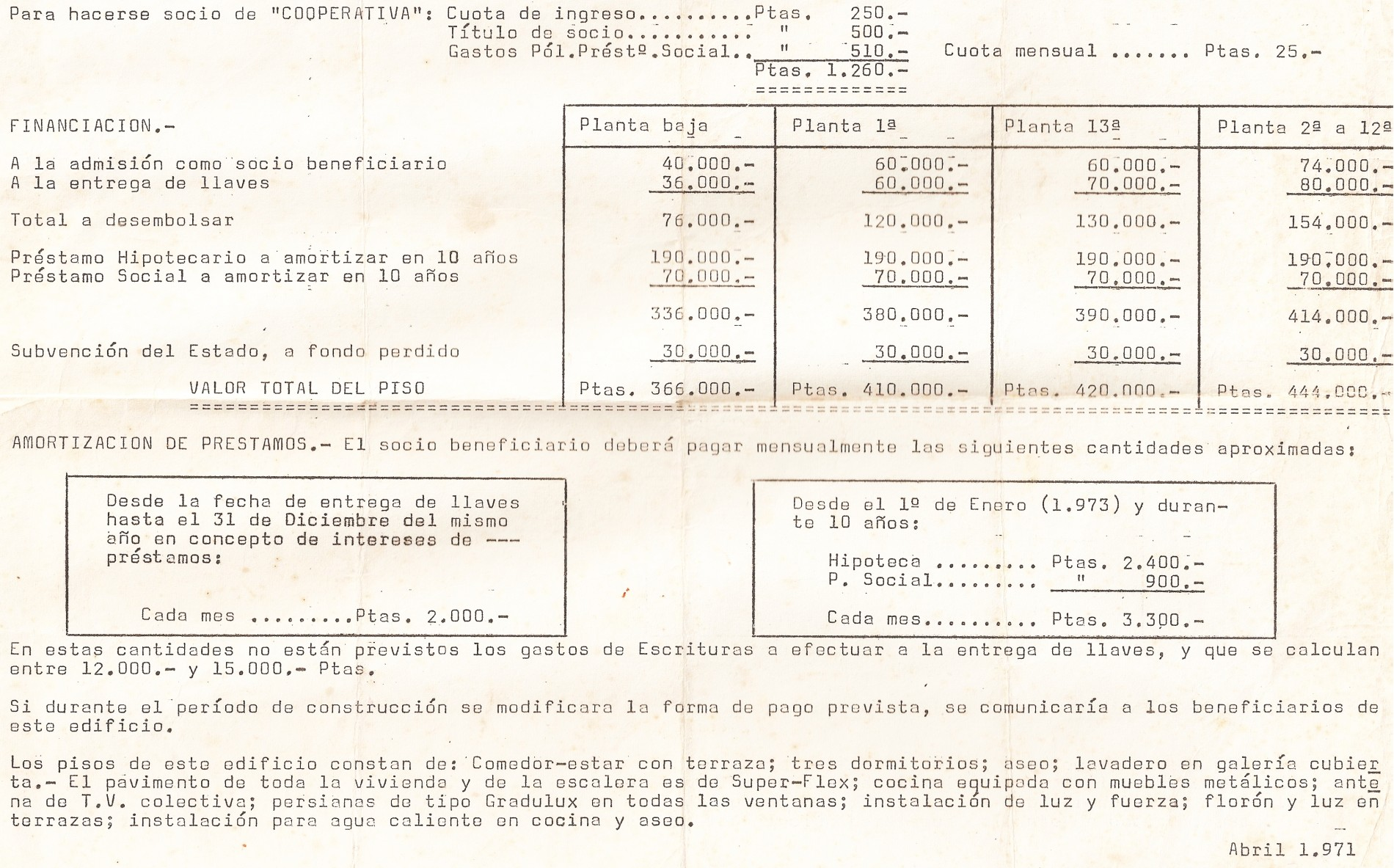
Preu dels pisos segons l'altura l'any 1971
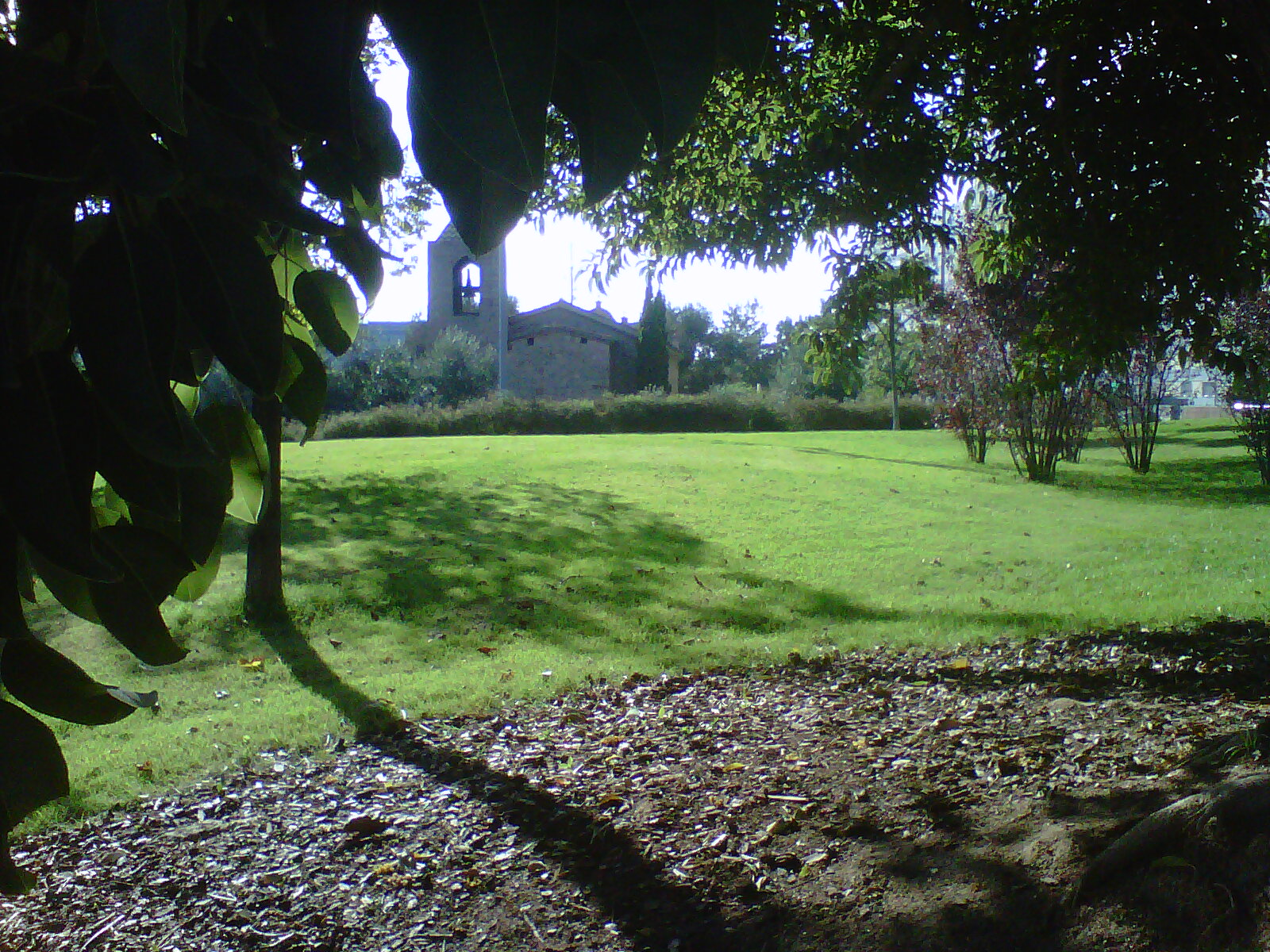
Ermita de Bellvitge a l'inici de la tardor